# NGC 7682

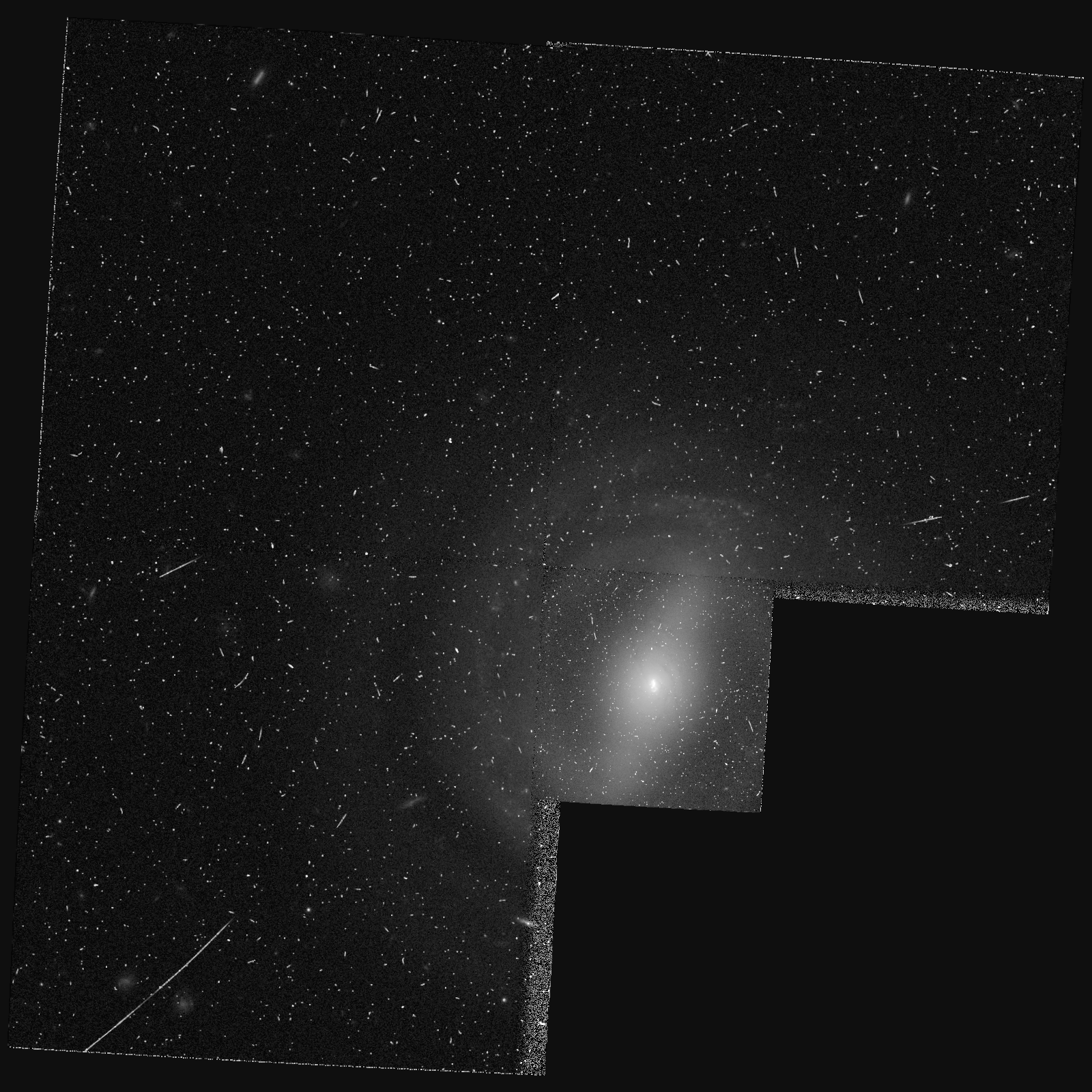
NGC 7682 par le télescope spatial Hubble.

NGC 7682 est une galaxie spirale barrée située dans la constellation des Poissons distante d'environ 66,3 ± 4,7 Mpc (∼216 millions d'al) ou de 54,150 ± 1,509 Mpc (∼177 millions d'al) selon la méthode employée. NGC 7682 a été découverte par l'astronome prussien Heinrich Louis d'Arrest en 1862. Cette galaxie émet des radiations dans une large gamme du spectre électromagnétique, onde radio, rayon X et évidemment lumière visible.
Le trou noir supermassif au centre de cette galaxie est sans doute à l'origine des émissions X. NGC 7682 forme une paire en interaction avec NGC 7679.

## Caractéristiques
La classe de luminosité de NGC 7682 est I-II et elle présente une large raie HI.

### Distance
Sa vitesse par rapport au fond diffus cosmologique est de 4 495 ± 26 km/s, ce qui correspond à une distance de Hubble de 66,3 ± 4,7 Mpc (∼216 millions d'al).
À ce jour, quatre mesures non basées sur le décalage vers le rouge (redshift) donnent une distance de 54,150 ± 1,509 Mpc (∼177 millions d'al), ce qui est à l'extérieur des valeurs de la distance de Hubble.

### Émission de radiation
NED montre plusieurs références qui indiquent que NGC 7682 est une radiosource. De plus, il indique, de même que Simbad, que c'est une galaxie active de type Seyfert 2,

#### Radiogalaxie
Les désignations HIPASS J2329+03 et HIPASS J2329+03 que NVSS J232903+033159 est inscrite dans les catalogues HIPASS et NVSS. Le catalogue HIPPAS est un relevé des galaxies RRL (en) (pour Radio Recombination Line). Le catalogue NVSS est un relevé de la NRAO réalisé avec le VLA. NGC 7682 est donc une radiogalaxie.

#### Émission de rayon X
Las désignations 2XMM J232903.9+033159 et 2PBC J2329.0+0329 proviennent de deux catalogues de galaxies émettrices de 
rayon X. Le catalogue 2XMM a été réalisé avec les données captées par l'observatoire spatial XMM-Newton et le catalogue 2PBC est une 
abréviation pour la deuxième partie de la première publication du catalogue Palermo Swift-BAT catalog. Il y eut cinq publications pour ce catalogue, la dernière étant la cinquième en juillet 2024. NGC 7682 apparaît dans ces deux catalogues et elle est donc une galaxie émettrice de rayon X.

## Trou noir supermassif
Dans un article pubié en 2006 par Bian et Gu et un autre en 2012 par Andrea Marinucci, la masse du trou noir supermassif serait donnée par log10 = 7,28. Sa masse est donc égale à 107.28 = 19 millions de {\displaystyle M_{\odot }}.
Dans un article publié en 2009, par A. Beifiori la masse du trou noir supermassif serait comprise entre 190 et 480 millions de {\displaystyle M_{\odot }}, une valeur très différente de celle mentionnée ci-haut.

## Interaction avec NGC 7679, Arp 216

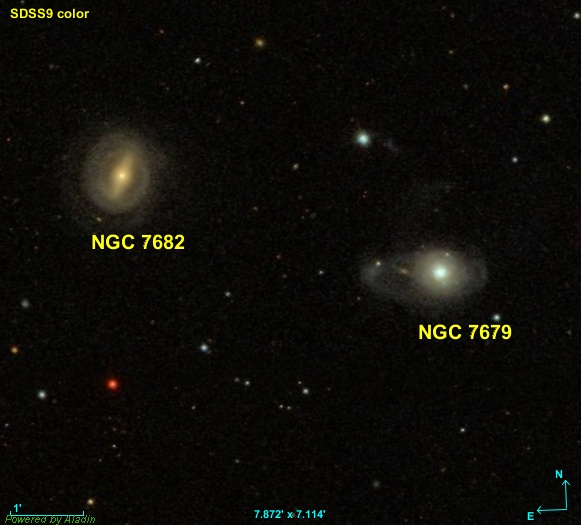
Arp 216, une paire de galaxies en interaction NGC 7679 et NGC 7682.

NGC 7682 forme une paire de galaxies en interaction gravitationnelle avec NGC 7679. La paire figure dans l'atlas des galaxies particulières d'Halton Arp sous la cote Arp 216. Arp mentionne que la spirale pertubée (NGC 7682) présente au nord des taches que c'est une galaxie à émission forte.
Deux articles publiées en 2001 et en 2006 mentionnent la présence d'un pont d'hydrogène neutre (HI) reliant NGC 7682 à sa voisine NGC 7679. On pense que les deux galaxies ont vraisemblablement connues une rencontre rapprochée il y a environ 500 millions d'années, responsable de la morphologie particulière de NGC 7679 et de l'activité de son noyau.